# حوسي

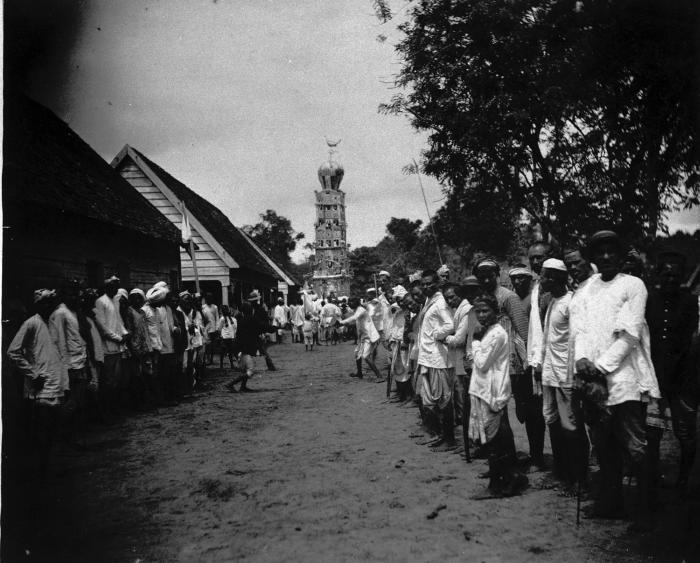
مهرجان تادجا في مزرعة في سورينام، حوالي عام 1890

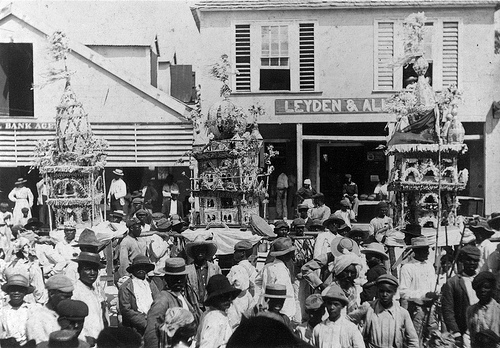
احتفال تاريخي بعاشوراء في جامايكا، والمعروف محليًا باسم حوسي أو هوساي.

حوسي أو هوساي (تحريف من كلمة حسين) هو احتفال إسلامي في الهند الكاريبية [الإنجليزية] يُحتفل به بشكل شعبي في ترينيداد وتوباغو وجامايكا ودول أخرى في منطقة البحر الكاريبي. في ترينيداد وتوباغو، توجد نماذج متعددة الألوان للأضرحة أو نماذج مقابر على شكل مسجد تُعرف باسم تدجه تُستخدم لعرض الجزء الرمزي من هذه الذكرى. تُبنى وتُعرض، ثم تُنقل بشكل طقسي إلى البحر في اليوم الأخير من الاحتفال، وأخيرًا يُتخلص منها في الماء. كلمة تدجه مشتقة من الكلمة العربية تعزية ولها معاني ثقافية مختلفة حسب المنطقة والفترة الزمنية والمناسبة والدين. في غيانا وسورينام، يُطلق على المهرجان اسم تازيا أو في اللغة الهندوستانية الكاريبية تدجه في إشارة إلى هذه العوامات، والتي يمكن القول إنها العنصر الأكثر وضوحًا وزخرفيًا في هذا المهرجان.
تستمر ذكرى عاشوراء بشكل عام لمدة عشرة أيام ويُحتفل بها وفقًا للتقويم القمري وتماشيًا مع أيام عاشوراء العشرة التي يحتفل بها المسلمون الشيعة في جميع أنحاء العالم. الأيام الأربعة الأخيرة هي الأكثر شعبية لأن الأيام الستة الأولى هي أيام الصيام والصلاة وبناء "التدجات" و"الأقمار". على الرغم من أن يوم حوسي كان يُحتفل به تقليديًا من أجل الحسين وكان مهرجانًا شيعيًا، إلا أن الاحتفال به في الآونة الأخيرة قد تبنى جميع أنواع الظلال والشخصيات من الإسلام السني والديانات الأخرى بما في ذلك الهندوسية والمسيحية والراستافارية والديانات الأفرو-أمريكية والكيجاوين، مما يجعل الحدث الحديث مزيجًا من الثقافات والأديان المختلفة ولكن لا زال يحمل الرمزية الشيعية للحسين. ويشارك في هذا الحدث المسلمون وغير المسلمين على حد سواء، مما يعكس أجواء من الاحترام المتبادل والتسامح. إن التصميم الفريد من نوعه للتدجه يمكن العثور عليها خلال احتفالات حوسي في سَيدروس [الإنجليزية]، وهي قرية ساحلية تقع في الطرف الجنوبي الغربي من ترينيداد، والتي بُنيت بأسلوب حصري لا يوجد في أي مكان آخر في العالم، من حيث الفن وأسلوب البناء. في صحف ترينيداد في القرن التاسع عشر وكذلك التقارير الحكومية، أطلقت الصحف على حوسي اسم "كرنفال الكولي" بشكل مهين.

## الأصول
يعتبر إحياء ذكرى حوسي (المشتق من حسين) مظهرًا كاريبيًا لذكرى المسلمين الشيعة في محرم في ترينيداد وتوباغو وجامايكا. اسم حسين يأتي من "الحسين" الذي اغتيل على يد يزيد في كربلاء. ويُحيى ذكرى هذه الشهادة في المهرجان. في ترينيداد وتوباغو يتم الاحتفال به بشكل أساسي في سَانت جيمس [الإنجليزية]، في شمال غرب ترينيداد وفي سَيدروس [الإنجليزية] في جنوب غرب ترينيداد. وقد أُحيي مؤخرًا في أماكن أخرى. في جامايكا، تم جلبها عن طريق الهنود الشرقيين الذين قدموا إلى الجزيرة كخدم متعاقدين بعد إلغاء العبودية. يتم الاحتفال به في جميع أنحاء الجزيرة. في الماضي، كانت كل مزرعة في كل أبرشية تحتفل بعيد حوسي. يُطلق عليه اليوم اسم الكرنفال الهندي وربما يكون أكثر شهرة في كلارندون حيث يتم الاحتفال به كل شهر آب. يحضر هذا الحدث أشخاص من جميع الأديان.
في خمسينيات القرن التاسع عشر، ظهرت نماذج مزخرفة بشكل متقن للمساجد مصنوعة من الورق والزينة تسمى تدجهات. تم حملها عبر الشوارع على وقع الطبول المستمرة. أُشعلَت النيران الصغيرة في المزاريب بجانب الشوارع حيث تم تسخين جلود الطبول لتشديد جلود طبول التاسا [الإنجليزية]. تُمثل معارك بعصا وهمية باستشهاد الحسين بن علي. يستمر المهرجان ثلاثة أيام وينتهي برمي التدجهات (جمع تدجه( في البحر عند غروب الشمس في اليوم الثالث. على الرغم من أن حوسي هو مناسبة دينية للشيعة، إلا أن جميع الطوائف الدينية والعرقية في ترينيداد تشارك فيه، وأصبح مقبولًا كجزء من الثقافة الوطنية.
استمرت ذكرى محرم في منطقة البحر الكاريبي من العمال المسلمين الهنود المتعاقدين [الإنجليزية] وغيرهم من العمال المهاجرين من الهند. يعود تاريخ الاحتفال بعيد حوسي في ترينيداد إلى عام 1854. شجعت الاحتفالات على التفاعلات الاجتماعية وكانت بمثابة فرصة نادرة لتجاوز الخطوط الفاصلة بين الأعراق حيث يمكن للأشخاص من أصل هندي أن يختلطوا مع الأشخاص من أصول أفريقية أو أمريكية هندية أو صينية أو خلفيات أخرى.

## القمع
في ثمانينيات القرن التاسع عشر، أصبحت السلطات الاستعمارية البريطانية تشعر بقلق متزايد بشأن التجمعات العامة، وفي عام 1884 أصدرت مرسومًا لمنع الاحتفالات العامة بيوم حوسي. آلاف العمال الذين قضوا العام في بناء التدجهات انضم إلى رجل يدعى سوكهو، في تقديم التماس إلى الحكومة للسماح بالمهرجان وفقًا لاتفاقهم مع الحاكم، الذي كان يزور لندن خلال هذه الحلقة. عندما تم تجاهل جميع الطعون من حامي المهاجرين، بسبب الجهل بالحظر الجديد الصادر في يوليو 1884، أو التحدي، أو كليهما، أُخرجَت التدجهات إلى الشوارع في الوقت المحدد، وبترتيب الطبقات. أول عقار أخذ التدجه وقد حصل النزول إلى الشارع على هذا الحق خلال الأشهر الماضية، وفي بعض المدن، مضى حوسي قدمًا. وفي بورت أوف سبين (سانت جيمس) لم تتدخل الشرطة، ولكن في مون ريبوس، سان فرناندو، يوم الخميس 30 أكتوبر/تشرين الأول 1884، تم إطلاق الرصاص على حشود من النساء والأطفال والرجال. وبعد أن أطلقت الشرطة النار لتفريق الموكب، قُتل 22 "هنديًا" على الفور. وفي وقت لاحق، تم العثور على 120 شخصا مصابين بجروح، وكان بعضهم قد ركض إلى حقول قصب السكر للاختباء أثناء هجوم الشرطة. يُشار إلى ذلك اليوم عادةً في تاريخ ترينيداد باسم مذبحة محمد على يد الهنود وأعمال شغب حوسي في السجلات البريطانية والاستعمارية.

## معرض الصور
- تدجه في المحيط
- تم نقل التدجه إلى الشاطئ لوضعها في المحيط
- تدجه قيد التقدم/البناء
- رجل يلمس التدجه في طور الإنجاز من أجل حوسي
- رجل يعمل على تدجه لإحياء حوسي
- رجل يضع الخرز على التدجه
- تم نقل تدجه من المبنى الذي تم بناؤه فيه
- لقطة مقربة من مقدمة تدجه
- مئذنة (?) تدجه
- تدجه محمولة على الطريق
- 2- تدجه تتحرك على الطريق
- تدجه مُلونة
- تدجه صفراء وذهبية وحمراء يتم نقلها على الطريق

## طالع أيضًا
- ثقافة ترينيداد وتوباغو [الإنجليزية]
- الإسلام في ترينيداد وتوباغو
- الإسلام في غيانا
- الإسلام في سورينام
- الإسلام في جامايكا
- عزاء محرم
- طبويق
- روضة خواني [الإنجليزية]

## الحواشي
- مينديز، جون. 1986. Cote ce Cote la: قاموس ترينيداد وتوباغو . أريما، ترينيداد.

## روابط خارجية
- هوساي
- هوساي ترينيداد